# Font del Gat
|  | No s'ha de confondre amb Font del Gat (Rec Comtal). |

La Font del Gat es troba dins dels jardins de Laribal, al parc de Montjuïc de Barcelona, i està catalogada com a bé amb elements d'interès (categoria C).

## Descripció
És un recinte tancat, en origen privat, al qual s'accedeix a través d'una portalada amb un arc de mig punt al final d'unes llargues escales des del passeig de Santa Madrona. Al pinyó, un plafó ovalat mostra dos gats simètrics negres, i a la tarja hi ha la inscripció 1884. La font està ubicada dins d'una arcada feta amb pedra tosca.

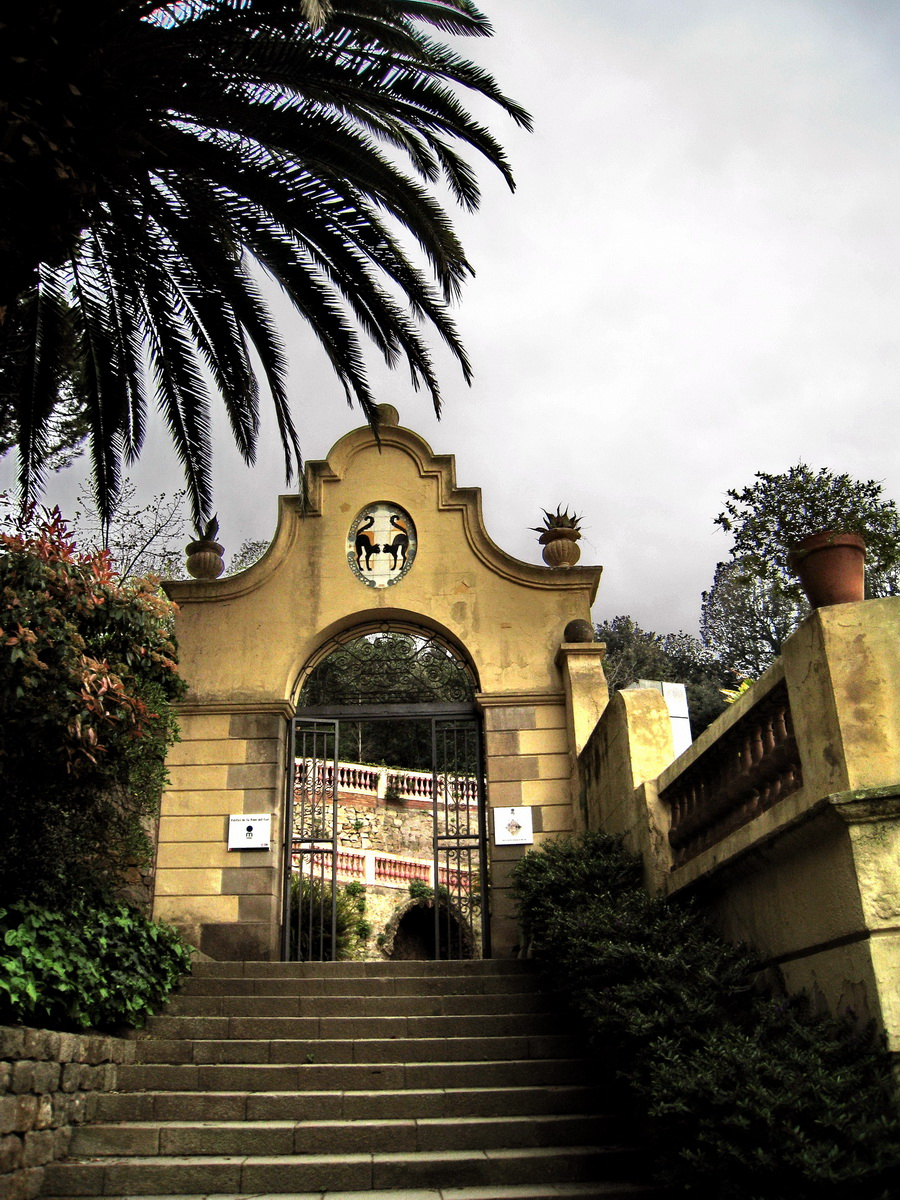
Portal d'accés al recinte on es troba la font i el restaurant construït per Puig i Cadafalch

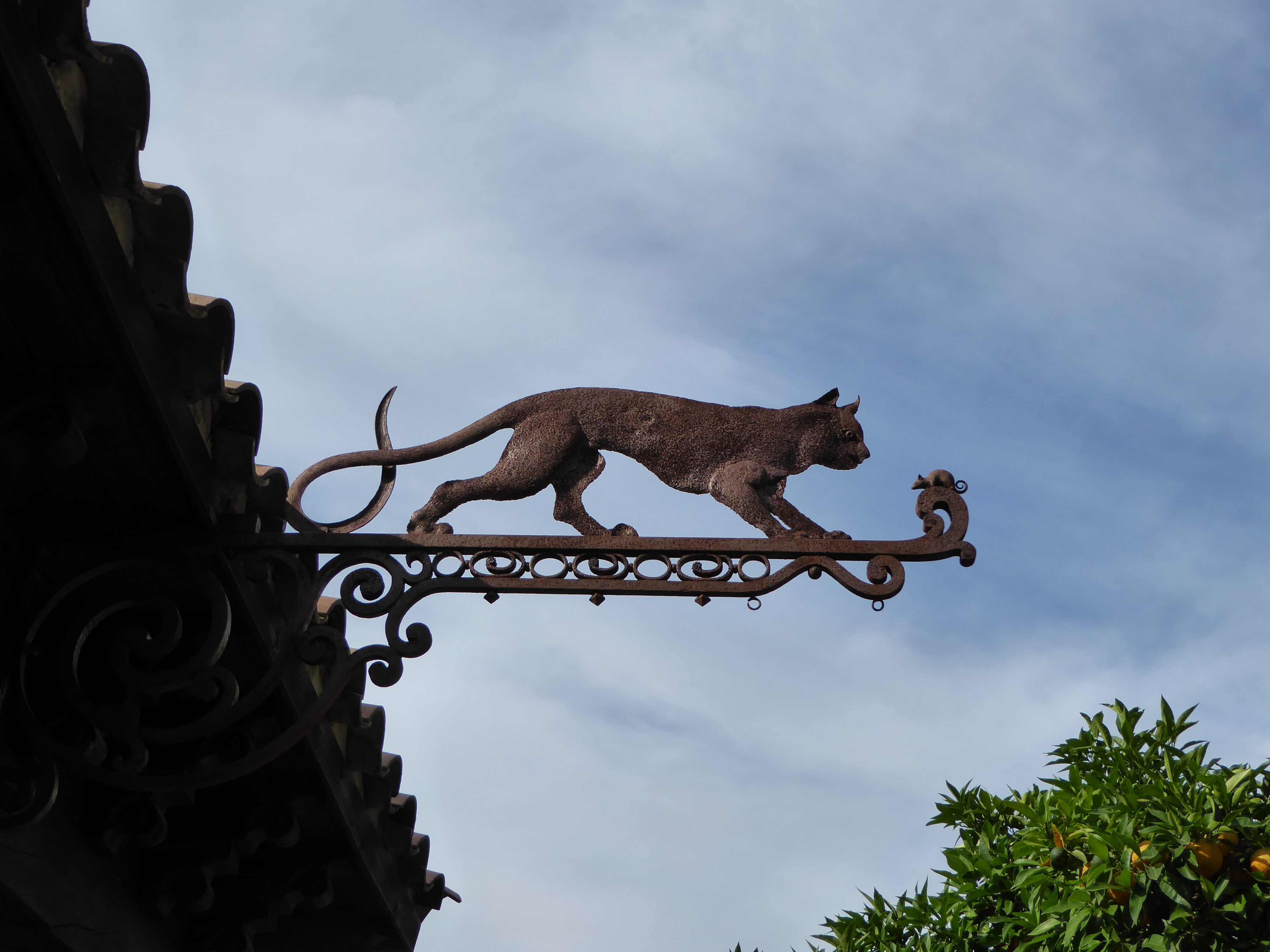
Gàrgola al restaurant de la font del Gat

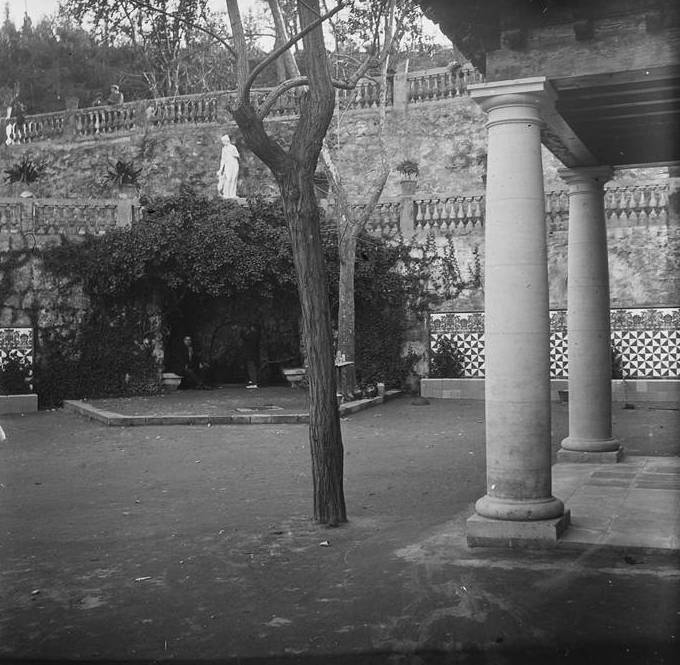
1920

## Història
Ja a començaments del segle xx, aquesta zona era lloc de trobades populars, com les que feia la Colla de l'Arròs, un grup entre gastronòmic i polític que es reunia en un petit edifici situat on ara hi ha el Museu Etnològic.
El 1908, l'Ajuntament de Barcelona va comprar la finca a Josep Laribal, advocat i periodista, per a convertir-la en un dels primers jardins públics de la ciutat. Posteriorment, entre el 1916 i el 1918, l'arquitecte Jean Claude Nicolas Forestier i el seu ajudant Nicolau Maria Rubió i Tudurí reestructuraren el jardí dins del pla d'urbanització de la muntanya de Montjuïc. El 1919, Forestier va abandonar el projecte per les seves diferències amb Josep Puig i Cadafalch, i finalment fou Rubió i Tudurí que acabà executant les obres, introduint alguns canvis importants respecte al projecte inicial. Es va renovar l'espai de la Font del Gat i es va fer sortir la canella de la boca d'un cap de gat esculpit en pedra per Josep Antoni Homs.
Cap al 1925, Puig i Cadafalch (encarregat de la urbanització de la muntanya per a l'Exposició Internacional de 1929) va construir davant mateix de la font un restaurant on hi podien tenir lloc grans celebracions familiars com batejos o comunions, i va refer la urbanització dels jardins. L'edifici va servir durant un temps com a oficines per a la gestió del Parc de Montjuïc fins que a principis del segle xxi va reobrir el restaurant, i també va allotjar la seu de la Reial Federació Espanyola de Tennis. Actualment, és la seu del Centre d'Estudis Olímpics Joan Antoni Samaranch, gestionat per la Fundació Barcelona Olímpica.

### La Marieta de l'ull viu
Tan popular era la font, que el periodista i autor teatral Joan Amich li va dedicar una cançó: La Marieta de l'ull viu, que narra els amors de la Marieta amb un soldat, i que es va convertir pràcticament en un himne. També va inspirar un cuplet cantat per la Pilar Alonso i una comèdia interpretada amb gran èxit per en Pep Santpere al teatre Espanyol.
Baixant de la font del Gat una noia, una noia,
baixant de la font del Gat una noia i un soldat.
Pregunteu-li com se diu, Marieta, Marieta, 
pregunteu-li com se diu, Marieta de l'ull viu.